# Bottmingen
Bottmingen is een gemeente en plaats in het Zwitserse kanton Basel-Landschaft, en maakt deel uit van het district Arlesheim.
Bottmingen telt 6.314 inwoners.

## Geboren
- Hubert Schwab (1982), wielrenner

## Trivia
- Bottmingen is de huidige woonplaats van tennisser Roger Federer.